# 山崎秀仙
山崎 秀仙（やまざき しゅうせん、生年不詳 - 天正9年9月9日（1581年10月6日））は、戦国時代から安土桃山時代の儒学者。上杉氏に仕え、奉行職も務めた。号は専柳斎。

## 生涯
はじめ佐竹義重に仕えており、上杉謙信の招きで登用された。謙信の教師的役割として四書五経を講じ、老荘諸子等の思想家・賢人についても教授している。その他には越中との連絡役や上杉家使者として織田信長などの諸将との接見・折衝を行っている。
謙信死後の御館の乱では景勝派に属する。その乱において安田顕元が景勝公認の下で恩賞と引き換えに景虎派の諸将を景勝方に引き入れた。しかし論功行賞では、秀仙は寝返り組への恩賞授与を反対し、景勝を押し切った形となった。この事に怒った毛利秀広によって、春日山城内にて会談中の直江信綱共々斬殺された。なお、秀広は居合わせた岩井信能・登坂広重に討ち取られている。